# 2008年夏季奧林匹克運動會薩爾瓦多代表團
2008年夏季奧林匹克運動會薩爾瓦多代表團由薩爾瓦多奧林匹克委員會派出的參賽代表團，縮寫為ESA。該代表團有11名运动员組成，其中4名男子運動員和7名女子運動員参加了9个项目的角逐，但一塊獎牌都未獲得。

## 參賽名單

### 網球
- 男子
  - Rafael Arevalo